# Chaszchasz Kabir
Chaszchasz Kabir (arab. خشخاش كبير) – wieś w Syrii, w muhafazie Aleppo, w dystrykcie Ajn al-Arab. W 2004 roku liczyła 932 mieszkańców.